# Keith Marischal House

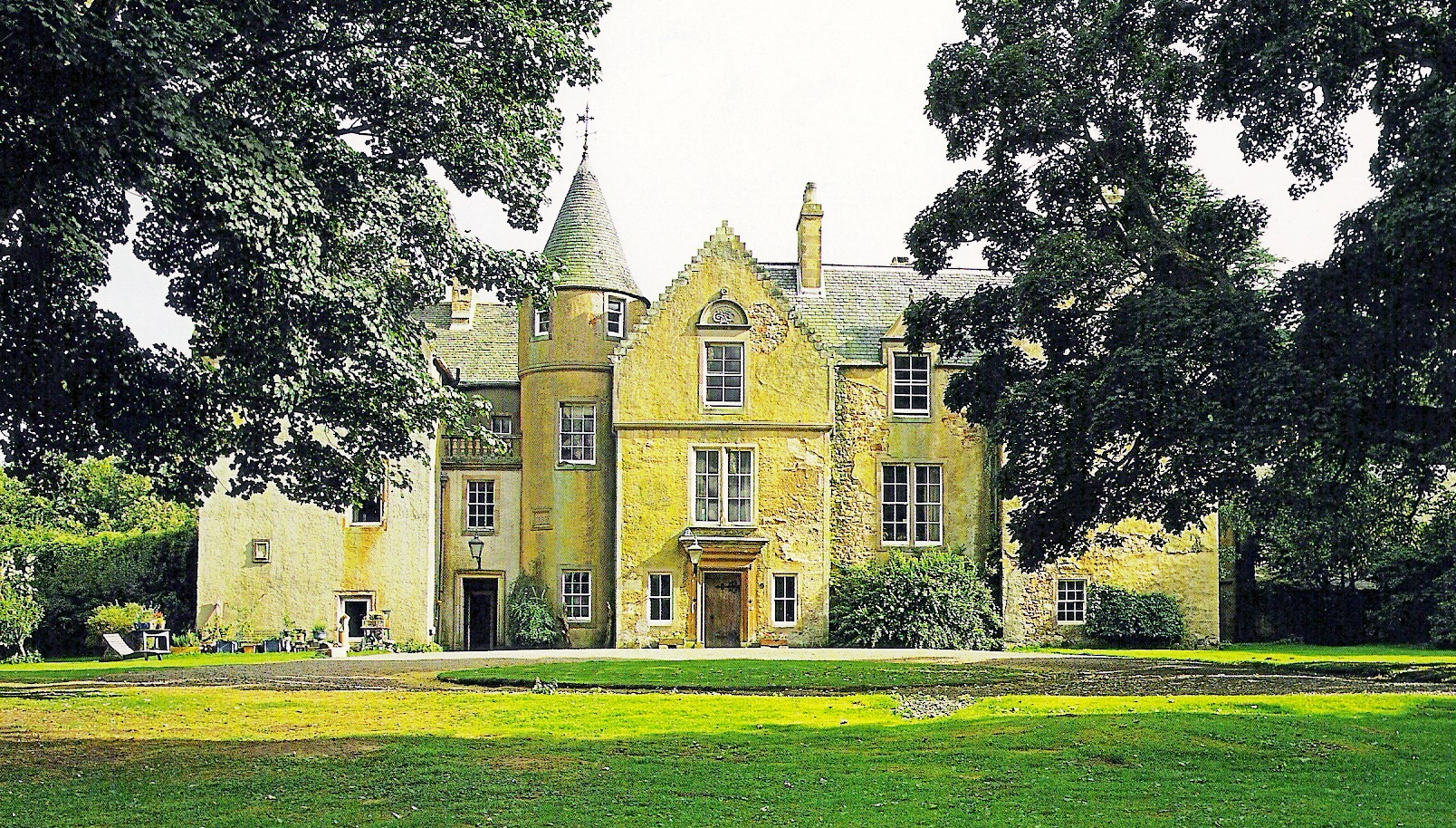
Vorderseite von Keith Marischal House

Keith Marischal House, auch Keith House, ist ein Herrenhaus nahe dem schottischen Weiler Humbie in der Council Area East Lothian. 1971 wurde das Gebäude in die schottischen Denkmallisten in der Kategorie B aufgenommen. Des Weiteren sind zugehörige Bauwerke eigenständig als Denkmäler eingetragen. So sind die North Lodge und die South Lodge ebenfalls Denkmäler der Kategorie B. Hervorzuheben ist der zugehörige Gutshof, der als Denkmal der höchsten Kategorie A klassifiziert ist.

## Geschichte

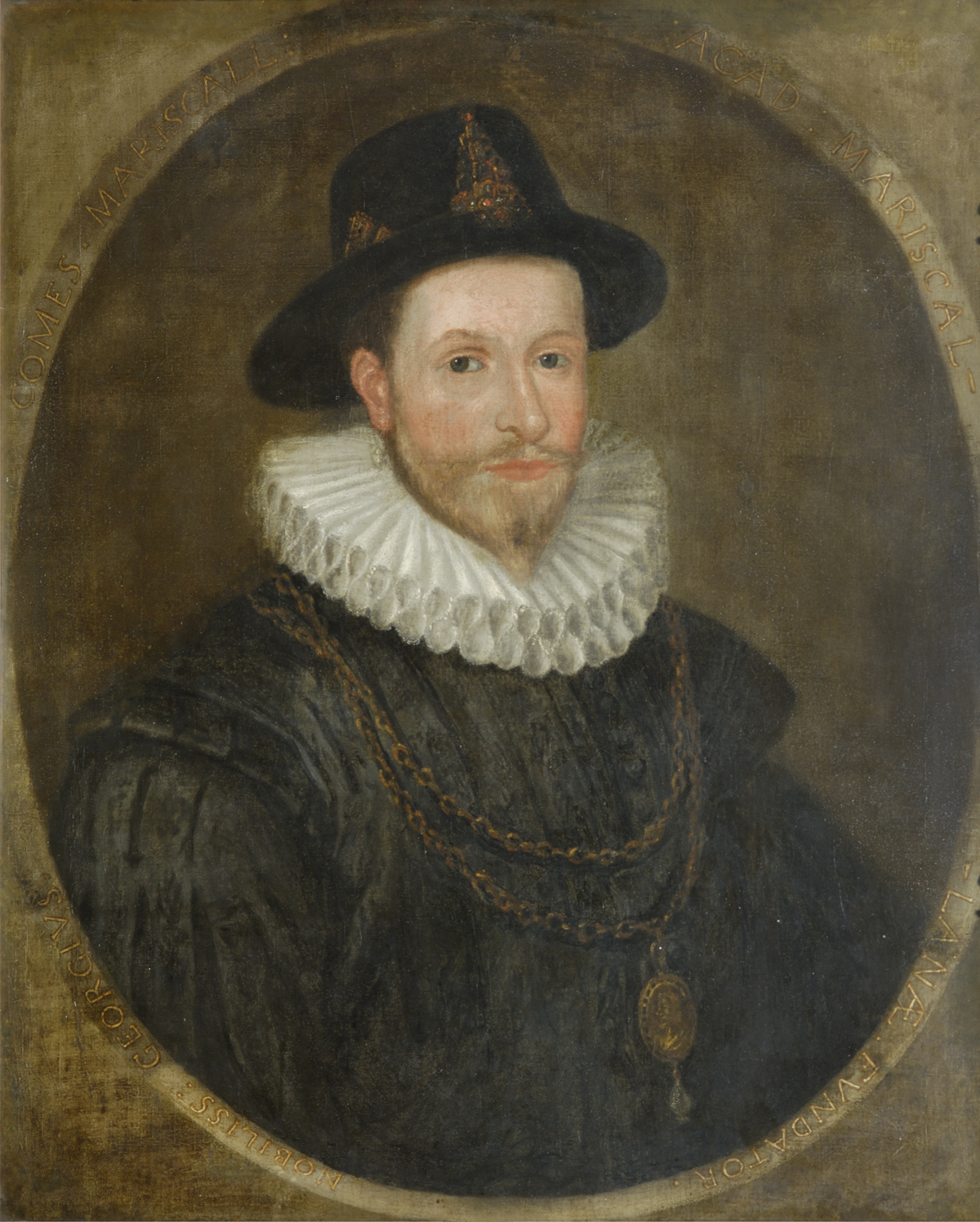
George Keith, 4. Earl Marischal

Die Keimzelle von Keith Marischal House entstand im Jahre 1589. Bauherr war George Keith, 4. Earl Marischal. Über Generationen wurde das Anwesen innerhalb der Familie vererbt. Im Zuge der Jakobitenaufstände, an denen sich die Earls Marischal auf Seiten der Jakobiten beteiligten, wurden sie enteignet und das Anwesen fiel gegen Ende des 17. Jahrhunderts an die Earls of Hopetoun. Diese erweiterten das zunächst L-förmige Gebäude zu einem U-förmigen Grundriss. Der letzte signifikante Umbau wurde im Jahre 1889 vorgenommen, als der Freiraum zwischen den Schenkeln des Us bebaut wurde, sodass Keith Marischal House nun einen rechteckigen Grundriss aufweist. Ab 1953 bis zu seinem Tode bewohnte der schottische Architekt Robert Matthew das Anwesen.

## Beschreibung

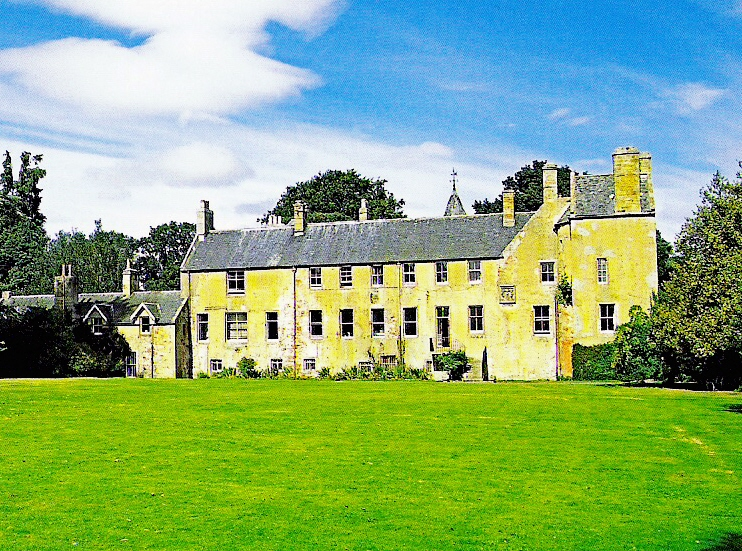
Gebäuderückseite

Keith Marischal liegt isoliert inmitten eines 5,6 Hektar umfassenden Anwesens rund vier Kilometer nordwestlich von Humbie. Das Mauerwerk besteht aus Bruchstein vom roten Sandstein und ist mit Harl verputzt. Es handelt sich um ein dreistöckiges Herrenhaus von asymmetrischem Aufbau. Das ehemalige Tower House an der Südostseite bildet den ältesten Teil des Bauwerks. Der Eingangsbereich an der Nordseite entstand im 19. Jahrhundert. Das Eingangsportal bekrönt ein weit auskragendes Gesimse. Links tritt ein rechteckiger Turm hervor, der in den oberen Geschossen rund fortgeführt ist. Eine eingelassene Wappenplatte stammt aus dem 17. Jahrhundert und wurde 1893 von einem Gebäude in Aberdeenshire an diesen Ort transferiert. Die Dächer sind mit grün-grauem Schiefer eingedeckt.

## Lodges
Die North Lodge flankiert den nordwestlichen Zufahrtsweg zu Keith Marischal House. Ihre jetzige Gestaltung erhielt sie höchstwahrscheinlich im Jahre 1889, als das Herrenhaus letztmals erweitert wurde. Die Arbeiten wurden wahrscheinlich von denselben Architekten durchgeführt und bestanden aus der Umgestaltung eines älteren Bauwerks. Die einstöckige Lodge weist einen quadratischen Grundriss auf. Die Fassaden sind mit Harl verputzt. Die südexponierte Frontseite ist symmetrisch aufgebaut und drei Achsen weit. Der zentrale Eingangsbereich tritt halbrund hervor und schließt mit einem halbkonischen Dach, das in das hohe Pyramidendach übergeht.
Die South Lodge am südwestlichen Zufahrtsweg entspricht in ihrer Gestaltung weitgehend der North Lodge. An der Ostseite schließt jedoch ein kurzer Flügel mit Walmdach an. Außerdem sind die Dächer mit Schiefer eingedeckt.

## Gutshof

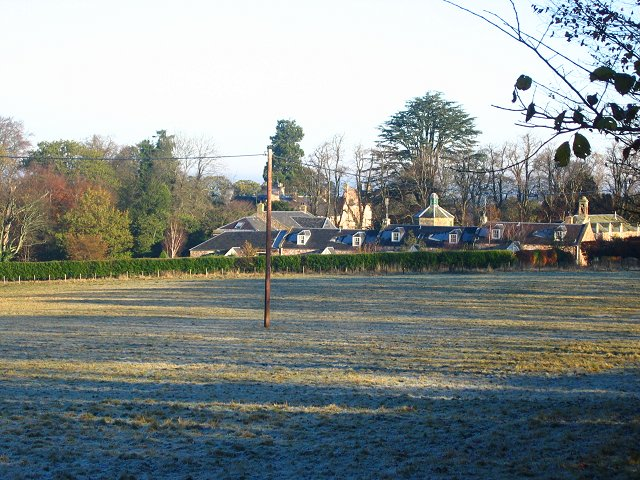
Gutshof

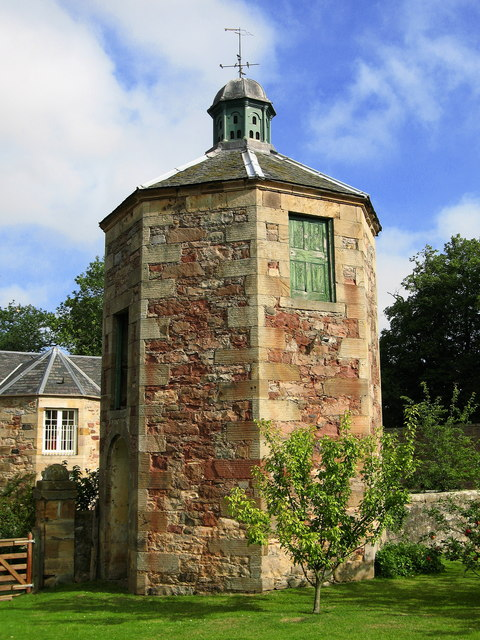
Taubenturm

Der Gutshof liegt direkt südwestlich des Herrenhauses. Er entstand, wahrscheinlich nach einem Entwurf des Edinburgher Architekten Alexander Stevens in den 1800er Jahren. Das Mauerwerk der zwei- oder einstöckigen Gebäude besteht aus Bruchstein vom roten Sandstein. Die teils klassizistisch gestalteten Gebäudeteile sind im Rechteck angeordnet. Die Dächer sind mit grau-grünem Schiefer eingedeckt.
Im Zentrum ragt ein Taubenturm mit oktogonalem Grundriss auf. Wie bei den umgebenden Gebäuden wurde roter Sandstein verbaut, wobei die Gebäudeöffnungen mit cremefarbenem Sandstein abgesetzt sind, der auch bei den Ecksteinen verwendet wurde. Der Eingangsbereich ist mit Rundbogen gestaltet. Der Turm schließt mit einem achtflächigen Zeltdach, auf dem mittig eine Laterne mit geschwungener Kuppel aufsitzt. In ihre hölzernen Seitenflächen sind Einfluglöcher eingebracht.